# Helicóptero de ataque

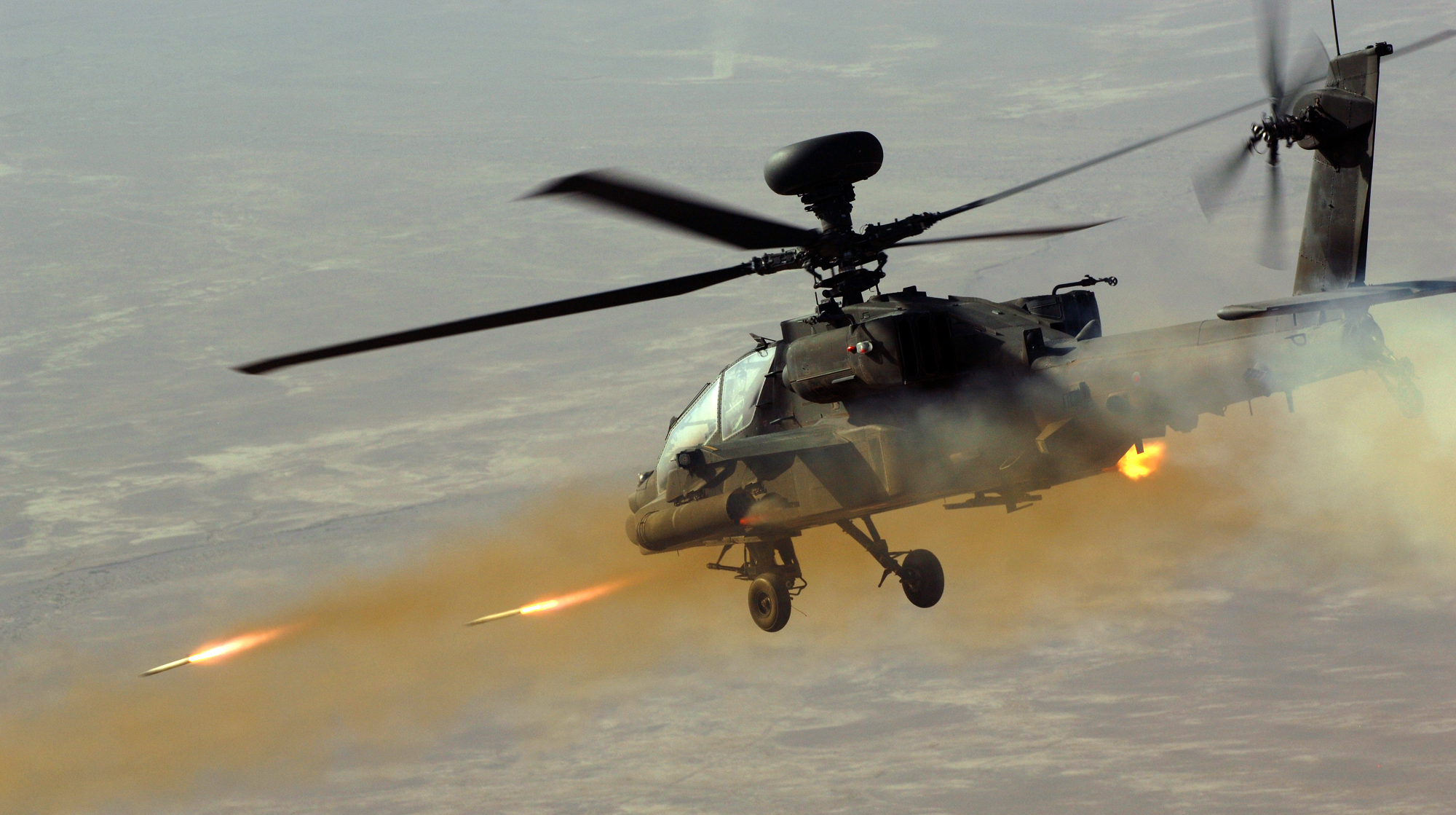
Un AgustaWestland Apache británico en la Guerra de Afganistán. Además de contenedores de 19 cohetes porta un cañón automático y misiles antitanque.

Un helicóptero de ataque es un helicóptero militar específicamente diseñado para portar armamento, dedicado sobre todo a objetivos terrestres tales como infantería, vehículos blindados y edificios o estructuras. Los helicópteros de ataque pueden estar equipados con cañones automáticos, ametralladoras, cohetes, y misiles como el AGM-114 Hellfire o el Spike ER. Muchos también tienen capacidad para misiles aire-aire, aunque normalmente como medida de autoprotección. Actualmente, los helicópteros de ataque tienen dos cometidos principales: el primero, proporcionar apoyo aéreo cercano, directo y preciso a las unidades terrestres y el segundo, destruir vehículos, acorazados o no. También se utilizan para complementar a helicópteros más ligeros, como el OH-58 Kiowa, en misiones de reconocimiento armado.

## Historia

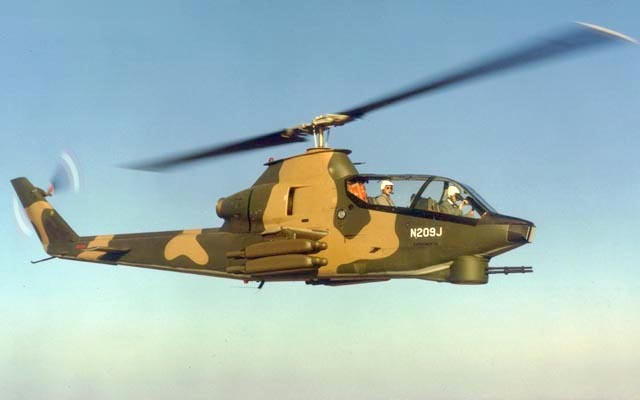
Prototipo del AH-1 Cobra, el primer helicóptero de ataque puro, y ejemplo —hasta el momento— de cómo debe ser un helicóptero de ataque.

El concepto de apoyo aéreo de helicóptero comenzó de forma informal durante la guerra de Corea y se desarrolló durante las guerras de Argelia y Vietnam.[cita requerida] Inicialmente, este apoyo era proporcionado por helicópteros utilitarios modificados para transportar distintos sistemas de armas y conocidos como helicópteros artillados.
A mediados de los años 1960, durante la guerra de Vietnam, el Ejército de los Estados Unidos llegó a la conclusión de que necesitaba un helicóptero de ataque construido especialmente para ese propósito, con más velocidad y potencia de fuego que los helicópteros armados vigentes, ante el incremento de la intensidad de fuego terrestre (normalmente usando ametralladoras pesadas y cohetes antitanque) por parte de las tropas del Viet Cong y del Ejército de Vietnam del Norte. Debido a esa necesidad, y con la creciente complicación en Vietnam, el Ejército estadounidense desarrolló los requisitos para un helicóptero de ataque puro con el programa AAFSS (Advanced Aerial Fire Support System, en español: Sistema de Apoyo de Fuego Aéreo Avanzado). El diseño de aeronave seleccionado en 1965 para ese programa fue el AH-56 Cheyenne de Lockheed.
Mientras el Ejército estadounidense iniciaba la obtención de su helicóptero de ataque puro, buscaba opciones que mejorasen el desempeño de los aparatos improvisados que continuaban en uso (como los UH-1B/C). A finales de 1965, un grupo de oficiales de alto nivel fueron elegidos para evaluar varias versiones prototipo de helicópteros armados y de ataque para determinar cuál proporcionaba el mayor incremento de capacidades con respecto al UH-1B. Tres aparatos alcanzaron la mayor puntuación durante la evaluación: el Sikorsky S-61, el Kaman H-2 Tomahawk y el Bell AH-1 Cobra fueron seleccionados para competir en unas pruebas de vuelo llevadas a cabo por la Aviation Test Activity del Ejército. Después de completar las evaluaciones de vuelo, la Test Activity recomendó el Huey Cobra de Bell como helicóptero armado provisional hasta que el Cheyenne fuera desplegado. El 13 de abril de 1966, el Ejército otorgó a Bell Helicopter un contrato para producir 110 helicópteros AH-1G Cobra. El Cobra tenía el fuselaje estrecho para hacer del helicóptero un objetivo más pequeño, protección incrementada con blindaje y una velocidad elevada.

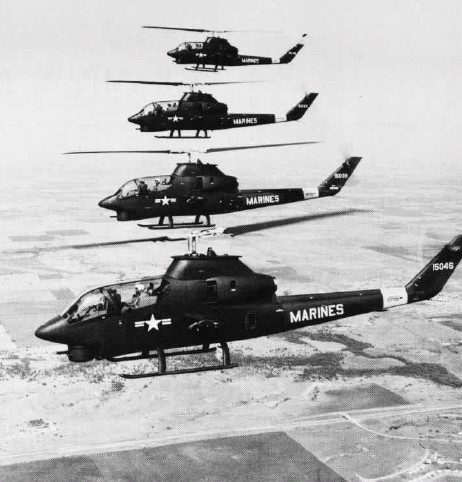
Los primeros AH-1G Cobra entregados al Cuerpo de Marines de los Estados Unidos.

En 1967, los primeros AH-1G fueron desplegados en Vietnam, más o menos al mismo tiempo que el Cheyenne completaba con éxito su primer vuelo y sus evaluaciones de vuelo iniciales. Mientras el programa Cheyenne experimentaba algunos reveses durante los años siguientes debidos a problemas técnicos, el AH-1 se fue consolidando como una efectiva plataforma de armas aéreas, a pesar de sus defectos en rendimiento en comparación con el AH-56, y sus propios fallos de diseño. Por el año 1972, cuando el programa del Cheyenne fue finalmente cancelado para dejar paso al Advanced Attack Helicopter (AAH), el Cobra "provisional" ya había conseguido una sólida reputación como helicóptero de ataque.

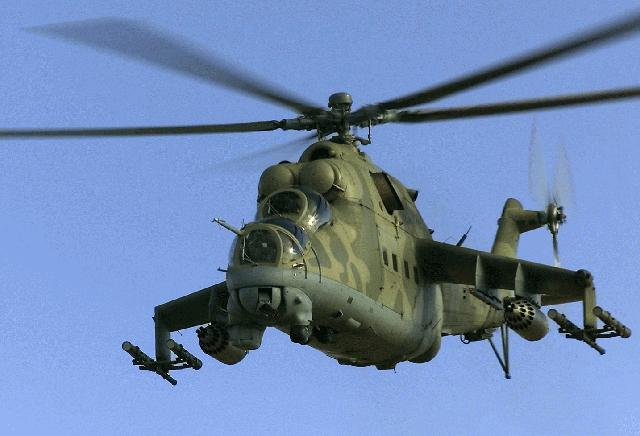
Mil Mi-24 soviético, con capacidad para transporte de tropas.

Después de la guerra de Vietnam, y especialmente en los años 1990, el helicóptero de ataque armado con misiles se convirtió en una de las principales armas anticarro. Capaces de moverse rápidamente a través del campo de batalla y emprender rápidos ataques en los que pueden lanzar varios misiles casi de forma automática, los helicópteros representan una gran amenaza aun con la presencia de defensas antiaéreas. El helicóptero de combate se convirtió en una herramienta importante tanto para el Ejército de los EE. UU. como para sus homólogos del Pacto de Varsovia en la guerra de tanques, y la mayoría de los helicópteros de ataque se optimizaron cada vez más para misiones antitanque. El Cuerpo de Marines de los Estados Unidos continuó usando los helicópteros para misiones de apoyo aéreo cercano, con el AH-1 Cobra y el AH-1 Super Cobra. Los primeros helicópteros de ataque soviéticos, los Mil Mi-24, mantuvieron la capacidad para transportar tropas en lugar de sólo enfocarse hacia el ataque.
Aunque en Oriente Medio los helicópteros de ataque demostraron sobradamente su capacidad como destructores de blindados, actualmente se busca que sean más polivalentes. Las aeronaves de ala fija pueden ser efectivas contra los tanques, pero la inigualable capacidad de los helicópteros para volar a bajas alturas y bajas velocidades les hacen muy apropiados para el apoyo aéreo cercano. Hubo helicópteros construidos inicialmente para otras tareas que fueron desarrollados para misiones de operaciones especiales, como el MH-6 para apoyo extremadamente cercano.
La capacidad de los helicópteros de ataque para llevar a cabo operaciones de "ataque en profundidad", efectuadas de manera independiente, se puso en entredicho después de una misión fallida durante el ataque al desfiladero de Kerbala en la invasión de Irak de 2003. Sin embargo, una segunda misión en la misma zona, cuatro días después, pero coordinada con artillería y aeronaves de ala fija, tuvo un éxito mucho mayor con pérdidas mínimas.

## Helicóptero de ataque moderno

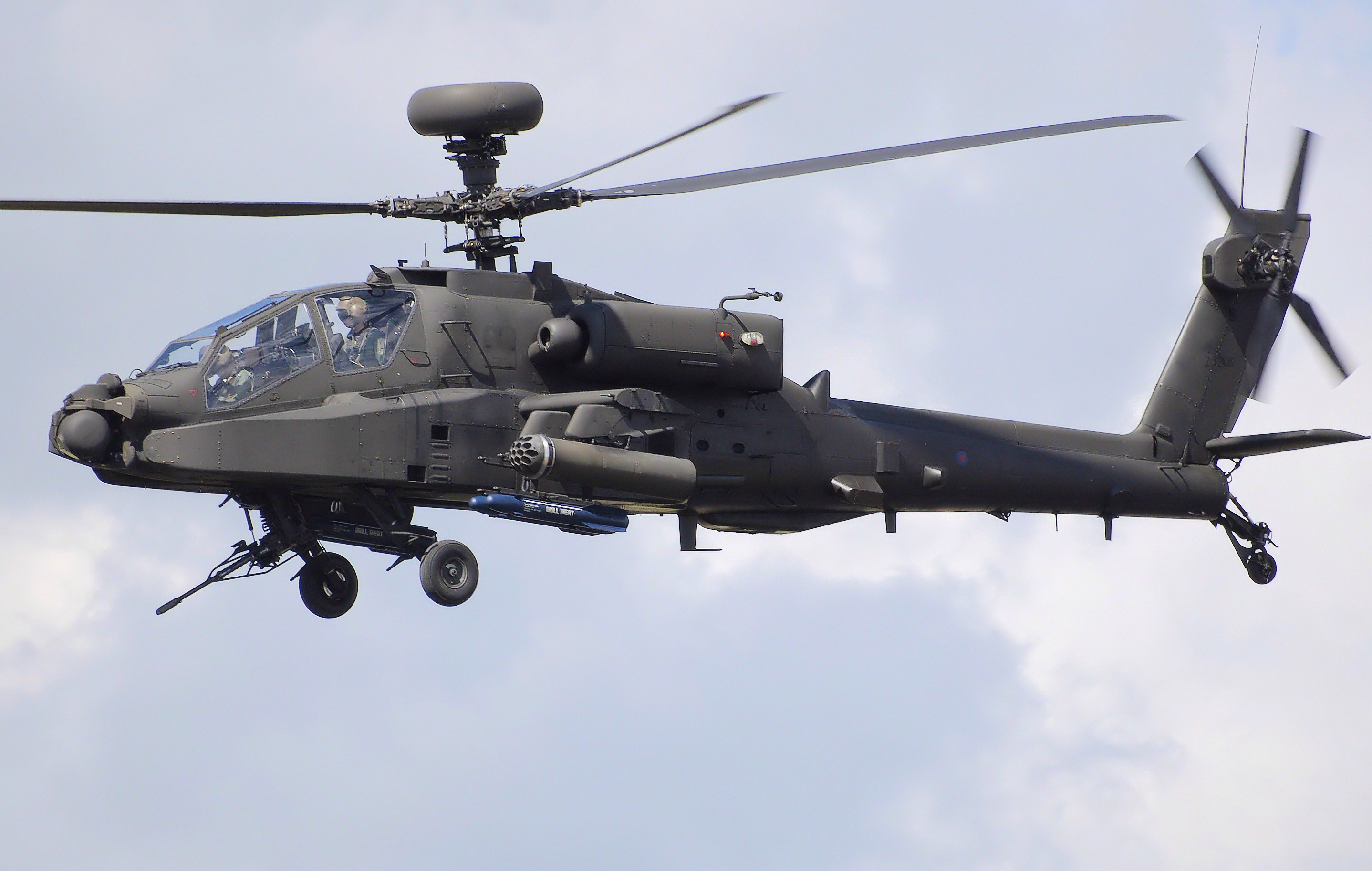
Un AH-64D Apache Longbow del Ejército Británico.

A finales de los años 1970, el Ejército de los Estados Unidos sintió la necesidad de contar con más sofisticación dentro de sus cuerpos de helicópteros de ataque, que les permitiera actuar en condiciones todo tiempo. Para paliar dicha necesidad se inició el programa "Helicóptero de Ataque Avanzado" (en inglés AAH o Advanced Attack Helicopter), en el que resultó ganador el Hughes YAH-64. Las fuerzas armadas de la Unión Soviética, temerosas del impulso que el helicóptero de ataque estaba experimentando en los Estados Unidos, también sintieron necesidad de un helicóptero más avanzado. Para ello solicitaron a las empresas Kamov y Mil el diseño de helicópteros más avanzados. El concurso lo ganó oficialmente el Kamov Ka-50, pero Mil decidió continuar desarrollando su propuesta original, el Mil Mi-28. Cabe mencionar que el Ka-50 y el Ka-52 son los únicos helicópteros en el mundo que disponen de asiento eyectable.

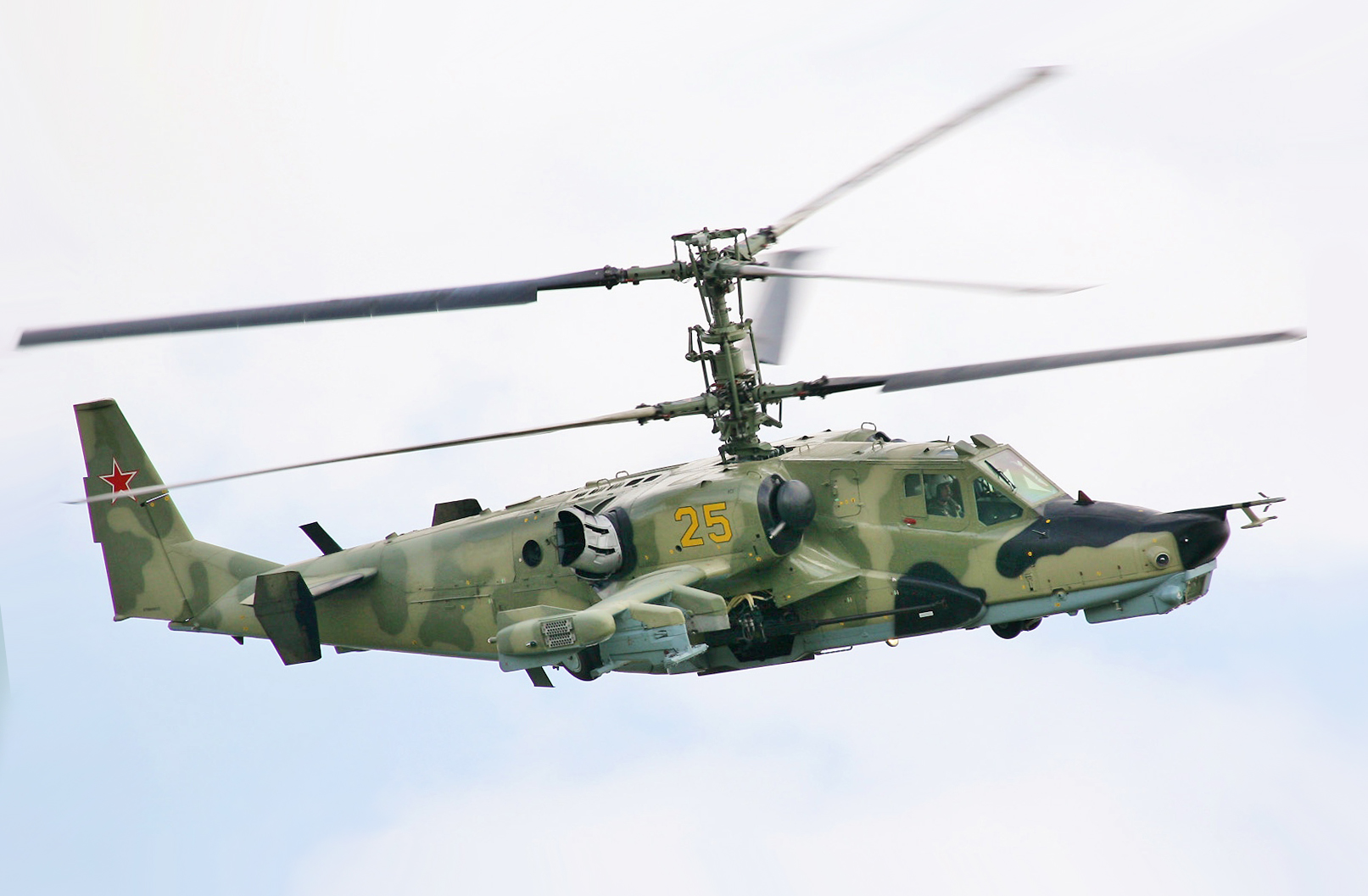
El Kamov Ka-50, con su característico rotor coaxial.

La década de 1990 supuso la consagración del concepto de helicóptero de ataque estadounidense. Los AH-64 Apache fueron utilizados ampliamente durante la Operación Tormenta del Desierto con gran éxito. Los Apache fueron los primeros en disparar en esa guerra, destruyendo los emplazamientos de radares de alerta temprana y misiles superficie-aire enemigos con sus misiles Hellfire.

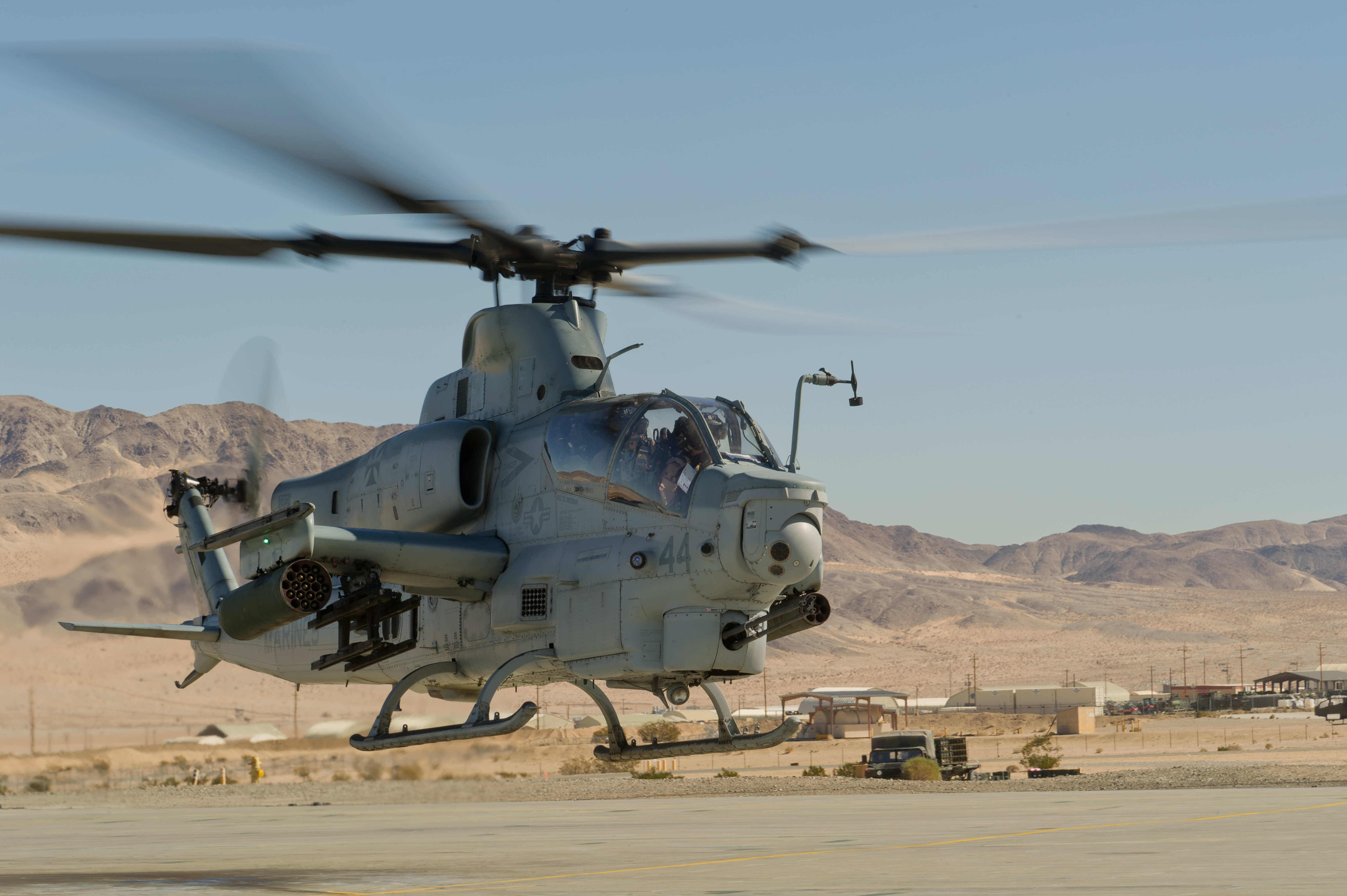
Un moderno Bell AH-1Z Viper

Posteriormente fueron empleados con eficacia en sus dos cometidos principales, para el ataque directo contra los medios acorazados enemigos y como artillería aérea en apoyo de las tropas terrestres. Muchos carros de combate enemigos fueron destruidos por los misiles Hellfire y los cañones de los helicópteros Apache.
Actualmente, el helicóptero de ataque ha sido refinado aún más, y el AH-64D Apache Longbow muestra muchas de las tecnologías avanzadas que están siendo consideradas para el despliegue de futuros helicópteros. Los rusos están desplegando el Ka-50, y Mi-28, que son aproximadamente equivalentes aunque estos no están vinculados a un sistema de mando y control de un nivel que sea completamente comparable al equipamiento actual estadounidense. Muchos analistas de la guerra con helicópteros de ataque a tierra concluyeron que el enlace a una red era un requisito para los ejércitos modernos de hoy en día. Desde entonces los helicópteros de ataque están siendo incorporados en la mayoría de los ejércitos del mundo cada vez en mayor medida como parte de un sistema de elementos de apoyo enlazados.

## Helicópteros de ataque

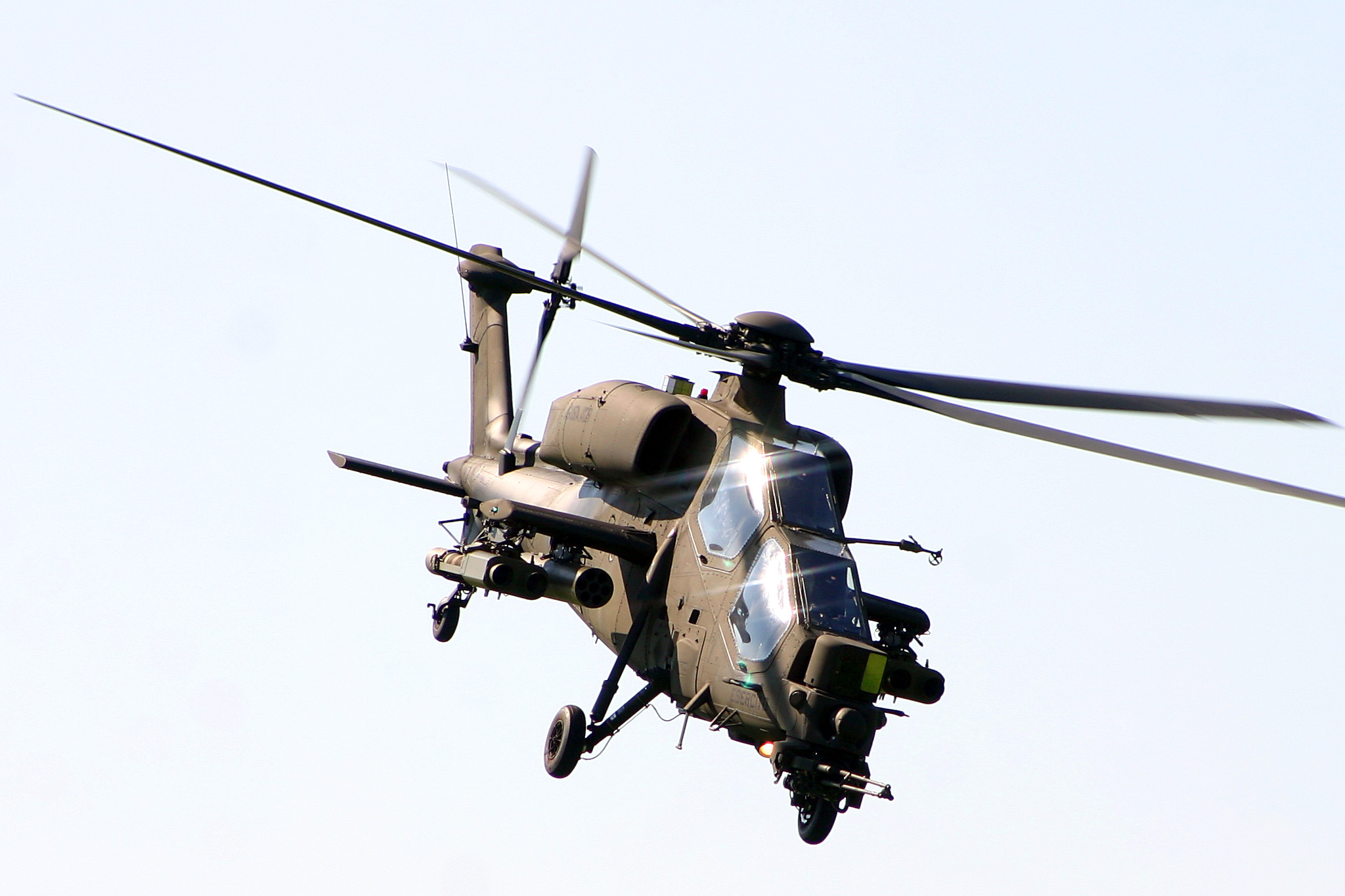
Agusta A129 Mangusta italiano.

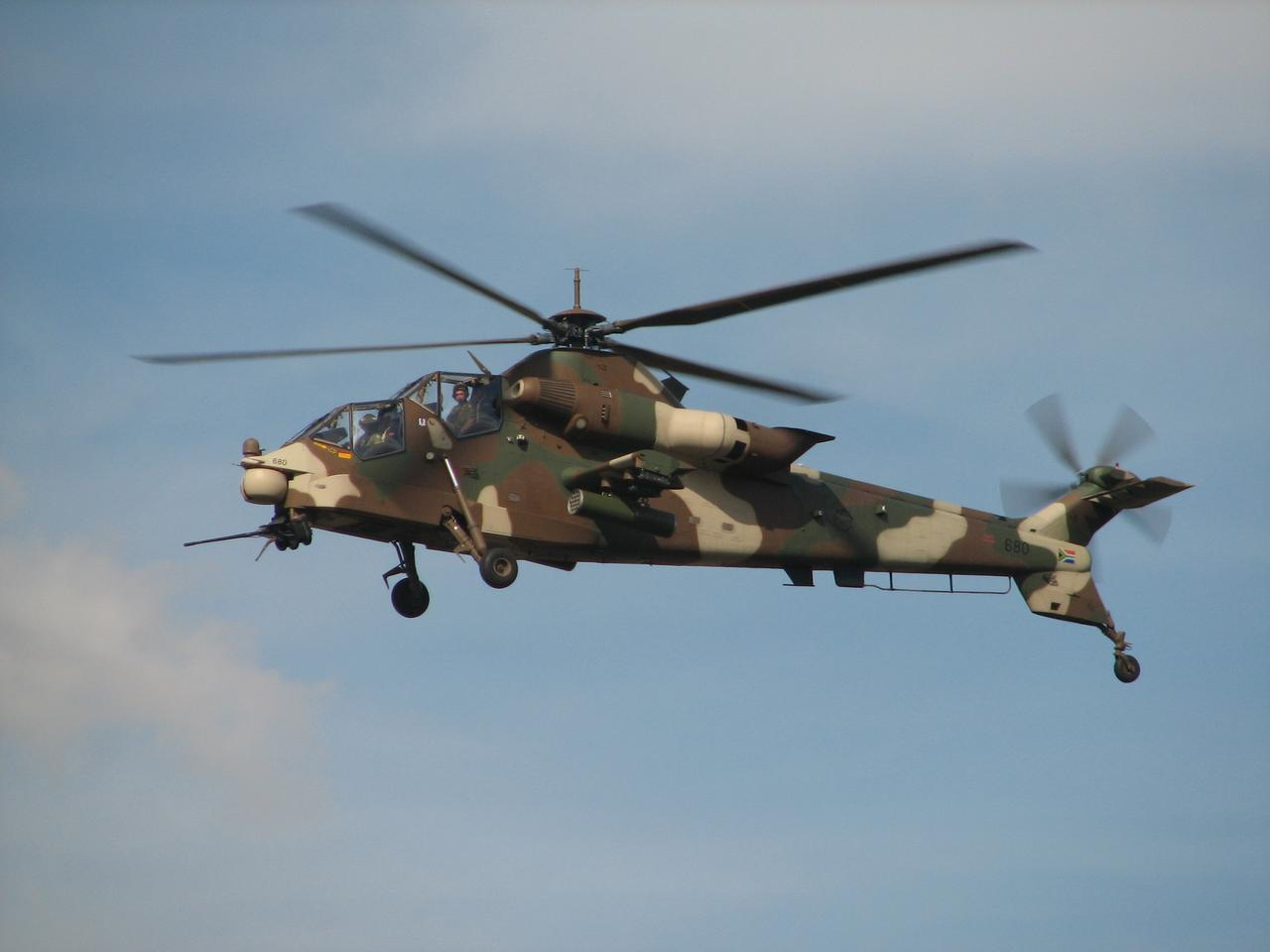
Denel AH-2 Rooivalk sudafricano.

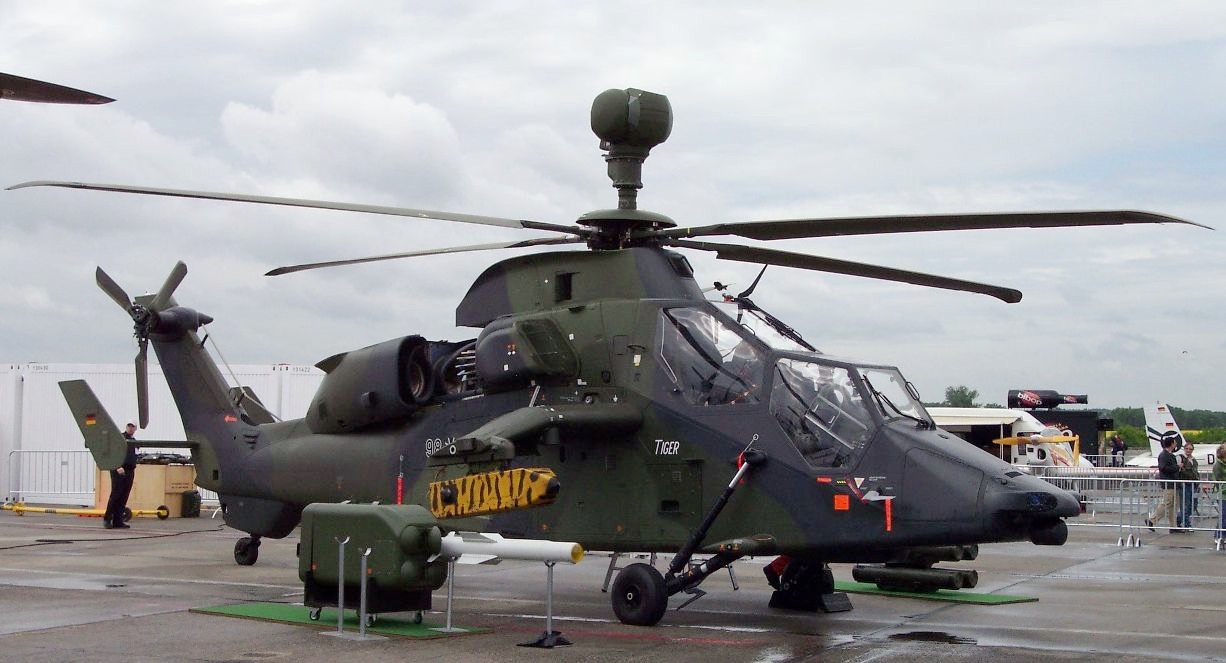
Un Eurocopter Tiger UHT del Ejército Alemán.

Modelos de helicópteros de ataque según su aparición:
| Helicóptero                                                | Primer vuelo | Introducido |
| ---------------------------------------------------------- | ------------ | ----------- |
| Bell AH-1 Cobra                                            | 1965         | 1967        |
| Lockheed AH-56 Cheyenne                                    | 1967         | Cancelado   |
| Bell AH-1 SuperCobra / SeaCobra                            | 1969         | 1971        |
| Mil Mi-24 ("Hind")                                         | 1969         | 1972        |
| Sikorsky S-67 Blackhawk                                    | 1970         | Cancelado   |
| MBB Bo 115                                                 | 1971         | Cancelado   |
| Hughes AH-64 Apache (ahora Boeing AH-64 Apache)            | 1975         | 1984        |
| Bell YAH-63                                                | 1975         | Cancelado   |
| Westland/VFW-Fokker P.277                                  | 1978         | Cancelado   |
| Mil Mi-28 ("Havoc")                                        | 1982         | 1988        |
| Kamov Ka-50 Tiburón Negro ("Hokum")                        | 1982         | 1995        |
| Agusta A129 Mangusta (ahora AgustaWestland AW129 Mangusta) | 1983         | 1993        |
| Atlas CSH-2 (ahora Denel AH-2 Rooivalk)                    | 1990         | 1999        |
| Eurocopter EC 665 Tigre                                    | 1991         | 2003        |
| Boeing-Sikorsky RAH-66 Comanche                            | 1996         | Cancelado   |
| Kamov Ka-52 ("Alligator")                                  | 1997         | 2008        |
| Westland WAH-64 Apache                                     | 1998         | 2004        |
| HESA Panha 2091                                            | 1998         | 1998        |
| Bell AH-1Z Viper                                           | 2000         | 2010        |
| CAIC WZ-10                                                 | 2003         | 2010        |
| TAI/AgustaWestland T129 ATAK                               | 2009         | 2014        |
| IAIO Toufan                                                | 2010         | 2010        |
| HAL Prachand                                               | 2010         | 2022        |
| Harbin Z-19                                                | 2011         | 2012        |
| Leonardo Helicopters AW249                                 | 2022         | En pruebas  |
| TAI T929 ATAK 2                                            | 2023         | En pruebas  |